# Consistório Ordinário Público de 2014
O Consistório Ordinário Público de 2014 para a criação de novos cardeais foi anunciado pelo Papa Francisco ao final da reunião do Conselho dos Cardeais, de 1 a 3 de outubro de 2013, e na reunião do Conselho do Sínodo, entre 7 e 8 de outubro.
A criação de novos cardeais ocorreu por ocasião da festa da Cátedra de São Pedro, em 22 de fevereiro e contou com a presença do Papa emérito Bento XVI.

## Enquadramento
O Consistório Ordinário Público de 2014 foi o primeiro do Pontificado do Papa Francisco. O Papa criou dezanove novos Cardeais, dos dezasseis Cardeais Eleitores e três Cardeais Eméritos. Em termos de Ordens Cardinalícias, foram criados 16 Cardeais-Presbíteros e 3 Cardeais-Diáconos.
Foram criados Cardeais de diversas proveniências, incluindo de dois países que nunca antes tinham sido representados no Colégio de Cardeais: Haiti e Santa Lúcia. Os quinze novos Cardeais Eleitores provêm de quinze nacionalidades distintas, o que reforça a diversidade e heterogeneidade do Colégio Cardinalício.
Com a realização deste Consistório o Colégio de Cardeais ficou constituído por um total de 228 Cardeais. O Papa Francisco derrogou momentaneamente o limite máximo de Cardeais Eleitores pois, após a criação de 15 novos Cardeais Eleitores neste Consistório, o Colégio Cardinalício passou a integrar 125 Cardeais Eleitores, cinco acima do limite de 120.

## Novos cardeais
Os cardeais criados foram:
| Nº                                | País               | Nome                                 | Idade              | Cargo                                         | Título ou Diaconia                                                       |
| Cardeais Eleitores                | Cardeais Eleitores | Cardeais Eleitores                   | Cardeais Eleitores | Cardeais Eleitores                            | Cardeais Eleitores                                                       |
| --------------------------------- | ------------------ | ------------------------------------ | ------------------ | --------------------------------------------- | ------------------------------------------------------------------------ |
| 1                                 | Itália             | Pietro Parolin                       | 59                 | Secretário de Estado da Santa Sé              | Cardeal-presbítero de Santos Simão e Judas Tadeu na Torre Angela         |
| 2                                 | Itália             | Lorenzo Baldisseri                   | 73                 | Secretário-Geral do Sínodo dos Bispos         | Cardeal-diácono de Santo Anselmo em Aventino                             |
| 3                                 | Alemanha           | Gerhard Ludwig Müller                | 66                 | Prefeito da Congregação para a Doutrina da Fé | Cardeal-diácono de Santa Inês em Agonia                                  |
| 4                                 | Itália             | Beniamino Stella                     | 72                 | Prefeito da Congregação para o Clero          | Cardeal-diácono de Santos Cosme e Damião                                 |
| 5                                 | Reino Unido        | Vincent Gerard Nichols               | 68                 | Arcebispo de Westminster                      | Cardeal-presbítero de Santíssimo Redentor e Santo Afonso na Via Merulana |
| 6                                 | Nicarágua          | Leopoldo José Brenes Solórzano       | 64                 | Arcebispo de Manágua                          | Cardeal-presbítero de São Joaquim em Prati di Castello                   |
| 7                                 | Canadá             | Gérald Cyprien Lacroix, I.S.P.X.     | 56                 | Arcebispo de Québec                           | Cardeal-presbítero de São José em Aurelio                                |
| 8                                 | Costa do Marfim    | Jean-Pierre Kutwa                    | 68                 | Arcebispo de Abidjan                          | Cardeal-presbítero de Santa Emerenciana em Tor Fiorenza                  |
| 9                                 | Brasil             | Orani João Tempesta, O. Cist.        | 63                 | Arcebispo de São Sebastião do Rio de Janeiro  | Cardeal-presbítero de Santa Maria Mãe da Providência no Monte Verde      |
| 10                                | Itália             | Gualtiero Bassetti                   | 71                 | Arcebispo de Perugia-Città della Pieve        | Cardeal-presbítero de Santa Cecília                                      |
| 11                                | Argentina          | Mario Aurelio Poli                   | 66                 | Arcebispo de Buenos Aires                     | Cardeal-presbítero de São Roberto Belarmino                              |
| 12                                | Coreia do Sul      | Andrew Yeom Soo-jung                 | 70                 | Arcebispo de Seul                             | Cardeal-presbítero de São Crisógono                                      |
| 13                                | Chile              | Ricardo Ezzati Andrello, S.D.B.      | 72                 | Arcebispo de Santiago do Chile                | Cardeal-presbítero de Santíssimo Redentor em Val Melaina                 |
| 14                                | Burquina Fasso     | Philippe Nakellentuba Ouédraogo      | 69                 | Arcebispo de Ouagadougou                      | Cardeal-presbítero de Santa Maria Consoladora em Tiburtino               |
| 15                                | Filipinas          | Orlando Beltran Quevedo, O.M.I.      | 74                 | Arcebispo de Cotabato                         | Cardeal-presbítero de Santa Maria "Rainha do Mundo" na Torre Spaccata    |
| 16                                | Haiti              | Chibly Langlois                      | 55                 | Bispo de Les Cayes                            | Cardeal-presbítero de São Tiago em Augusta                               |
| Cardeais Eméritos (não eleitores) |                    |                                      |                    |                                               |                                                                          |
| 17                                | Itália             | Loris Francesco Capovilla †          | 98                 | Arcebispo Titular e Prelado Emérito de Loreto | Cardeal-presbítero de Santa Maria além do Tibre                          |
| 18                                | Espanha            | Fernando Sebastián Aguilar, C.M.F. † | 84                 | Arcebispo Emérito de Pamplona e Tudela        | Cardeal-presbítero de Santa Ângela Mérici                                |
| 19                                | Santa Lúcia        | Kelvin Edward Felix †                | 81                 | Arcebispo Emérito de Castries                 | Cardeal-presbítero de Nossa Senhora da Saúde em Primavalle               |

## Ligação externa
- «Catholic Hierarchy» (em inglês)
- «GCatholic» (em inglês)
- «The Cardinals of the Holy Roman Church» (em inglês)